# آبنوس سرکوچک
آبنوس سرکوچک (نام علمی: Gasterosteus microcephalus) نام یک گونه از تیره ماهی آبنوس است. این‌گونه ماهی در اقیانوس آرام، ژاپن، معمولاً مکزیک در آب شیرین هم این ماهی دیده شده‌است. طول این ماهی ۵٫۵ سانتی‌متر است. این‌گونه از انواع حشرات و بی مهرگان کوچک تغذیه می‌کند.